# Homoeotricha arisanica
Homoeotricha arisanica är en tvåvingeart som först beskrevs av Tokuichi Shiraki 1933.  Homoeotricha arisanica ingår i släktet Homoeotricha och familjen borrflugor.
Artens utbredningsområde är Taiwan. Inga underarter finns listade i Catalogue of Life.